# Ghiacciaio Fountain
Il ghiacciaio Fountain è un ghiacciaio lungo circa 3 km situato nella regione centro-occidentale della Dipendenza di Ross, in Antartide. Il ghiacciaio, il cui punto più alto si trova a circa 1600 m s.l.m., si trova in particolare nella zona occidentale della dorsale Asgard, poco a ovest del ghiacciaio Catspaw, dove fluisce verso sud, parallelamente a quest'ultimo, partendo da un nevaio sito a sud del monte Obelisk e scorrendo giù per il versante settentrionale della valle di Taylor fino a giungere molto vicino al ghiacciaio Taylor, situato sul fondo della valle.

## Storia
Il ghiacciaio Fountain è stato mappato dalla squadra occidentale della spedizione Terra Nova, condotta dal 1910 al 1913 e comandata dal capitano Robert Falcon Scott, ma così battezzato solo nel 2004 dal Comitato consultivo dei nomi antartici in onore di Andrew G. Fountain, un geologo dell'Università statale di Portland che, per conto del Programma Antartico degli Stati Uniti d'America, ha compiuto studi sulla massa dei ghiacciai nelle valli secche di McMurdo dal 1993 al 2003.